# Gymnopleurus puncticollis
Gymnopleurus puncticollis là một loài bọ cánh cứng trong họ Bọ hung (Scarabaeidae).